# Orville (Côte-d’Or)
Orville település Franciaországban, Côte-d’Or megyében. Lakosainak száma 177 fő (2022. január 1.). Orville Selongey, Til-Châtel és Véronnes községekkel határos.

## Népesség
A település népességének változása:
| Lakosok száma | 244  | 234  | 182  | 202  | 176  | 170  | 171  | 170  | 172  | 177  |
|               | 1968 | 1982 | 1990 | 2006 | 2013 | 2015 | 2017 | 2019 | 2020 | 2022 |